# Оппейд
Оппейд — административный центр коммуны Хамарёй в фюльке Нурланн. Население деревни составляло 504 жителя на 1 января 2009 года.
Здесь расположена средняя школа им. Кнута Гамсуна.